# Transtorno de conversão
Perturbação de conversão (português europeu) ou transtorno de conversão (português brasileiro) é um problema de saúde em que o doente apresenta sintomas neurológicos como dormência, cegueira e paralisia, ou crises psicogénicas não epilépticas, mas sem causas orgânicas identificáveis. Portanto deve-se descartar todas causas neurológicas antes de chegar a esse diagnóstico de exclusão.
É diagnosticado de dois a quatro vezes mais em mulheres e entre adultos jovens, sendo raro em crianças.

## Classificação
É classificado como um transtorno somatoforme pelo Diagnostic and Statistical Manual of Mental Disorders (DSM-IV) e como um transtorno dissociativo pela classificação internacional de doenças (CID-10).
Anteriormente conhecido como "histeria", o transtorno tem sido conhecido desde há milénios, apesar de ter surgido com maior proeminência no fim do século XIX, quando os neurologistas Jean-Martin Charcot e Sigmund Freud e o psiquiatra Pierre Janet focaram os seus estudos no assunto. O termo "conversão" tem a sua origem na doutrina de Freud, na qual a ansiedade é "convertida" em sintomas físicos. Apesar de pensar-se que teria desaparecido do mundo ocidental no século XX algumas pesquisas sugeriram que é tão comum como outrora.

## Diagnóstico
O transtorno de conversão se apresenta com sintomas que geralmente se assemelham de acidente vascular cerebral, esclerose múltipla, epilepsia focal, desequilíbrio hidroeletrolítico ou paralisia. Deve-se descartar todos diagnósticos diferenciais com seus respectivos exames específicos antes de um diagnóstico de transtorno de conversão.

## Tratamento
Os tratamentos para a síndrome de conversão incluem psicoterapia comportamental, fisioterapia, controle do estresse, terapia ocupacional e estimulação magnética transcraniana. Os planos de tratamento considerarão a duração e a apresentação dos sintomas e podem incluir um ou vários dos tratamentos acima. Deve-se tratar transtorno de humor ou ansiedade associado com antidepressivos e psicoterapia. Existem algumas evidências de baixa qualidade que psicanálise pode ser útil, apesar de não ser eficaz na maioria dos casos.